# Эллмейкер, Амос
Амос Эллмейкер (англ. Amos Ellmaker; 2 февраля 1787 — 28 ноября 1851) — американский политик, адвокат и судья из Пенсильвании. Занимал пост генерального прокурора Пенсильвании и был кандидатом на пост вице-президента от антимасонской партии на президентских выборах 1832 года.

## Биография
Эллмейкер родился в округе Ланкастер в штате Пенсильвания и начал юридическую карьеру в Гаррисберге после окончания Литчфилдской школе права. Во время англо-американской войны 1812 года он служил помощником генерала Джона Форстера. После службы в Палате представителей Пенсильвании Эллмейкер принял назначение на должность генерального прокурора штата. В 1819 году он вернулся к частной практике и помог основать Пенсильванскую железную дорогу и Филадельфийско-Колумбийскую железную дорогу.
С 1828 по 1829 год Эллмейкер снова занимал пост генерального прокурора Пенсильвании. В 1832 году он был выдвинут кандидатом на пост вице-президента от антимасонской партии. Вместе с бывшим генеральным прокурором США и кандидатом в президенты Уильямом Виртом Эллмейкер получил 7,8% голосов избирателей и победил в штате Вермонт (в Пенсильвании список набрал 42% голосов, но проиграл Эндрю Джексону). В 1834 году Эллмейкер баллотировался в Сенат США, но проиграл будущему президенту Джеймсу Бьюкенену. После поражения он ушёл из политики и занялся юридической практикой в Ланкастере. Эллмейкер умер в 1851 году.